# Sumène (miejscowość)

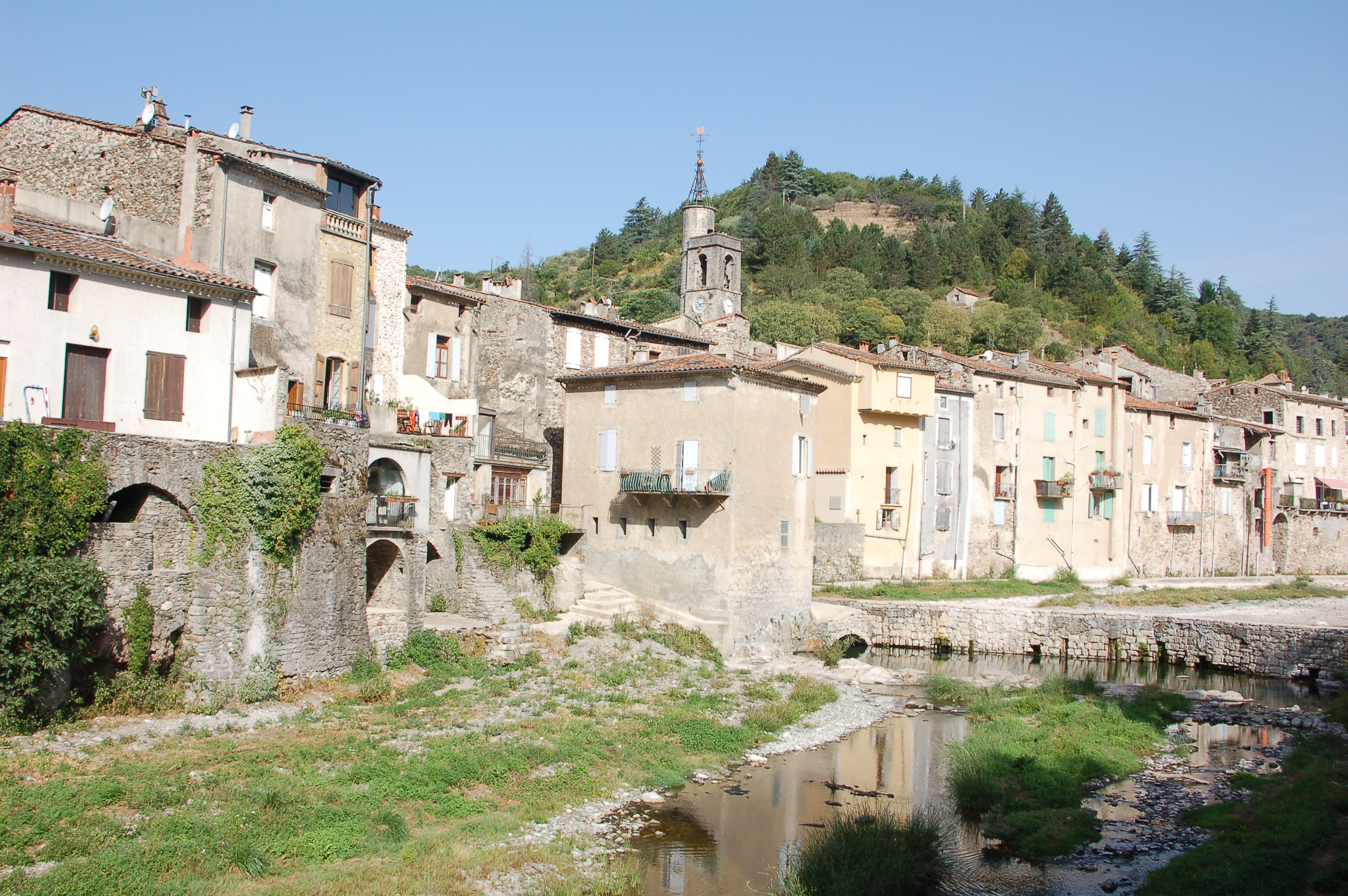
Zabytkowe zabudowania w miejscowości

Sumène – miejscowość i gmina we Francji, w regionie Oksytania, w departamencie Gard.
Według danych na rok 1990 gminę zamieszkiwało 1417 osób, a gęstość zaludnienia wynosiła 39 osób/km² (wśród 1545 gmin Langwedocji-Roussillon Sumène plasuje się na 261. miejscu pod względem liczby ludności, natomiast pod względem powierzchni na miejscu 124.).